# Johann Ludwig Krebs
Johann Ludwig Krebs (getauft 12. Oktober 1713 in Buttelstedt; † 1. Januar 1780 in Altenburg) war ein deutscher Komponist und Organist.

## Leben
Johann Ludwig Krebs wurde vermutlich zwischen dem 10. und dem 12. Oktober 1713 in Buttelstedt bei Weimar geboren. Seine Taufe erfolgte am 12. Oktober. Er war einer der drei Söhne des Organisten und Komponisten Johann Tobias Krebs. Ersten Musikunterricht erhielt er vermutlich von seinem Vater, der seit 1710 Kantor und Organist in Buttelstedt war. Nach dem Tod seiner Mutter zog Johann Ludwig zusammen mit seinem Vater nach Buttstädt, wo dieser eine Organistenstelle annahm.
Im Juli 1726 wurde Johann Ludwig Schüler an der Thomasschule in Leipzig, wo er neun Jahre lang Schüler und Notenkopist von Johann Sebastian Bach, dem damaligen Kantor, war.

„Das hervorragendste musikalische Talent aber besaß Johann Ludwig […] Das Verhältnis Bachs zu diesem Lieblingsschüler war ein besonders vertrautes. Er bewunderte seine musikalischen Leistungen und schätzte seine gelehrten Kenntnisse [… Er] ließ sich sogar herbei, seine Kompositionen zu vertreiben […] Unzweifelhaft war er als Orgelkünstler Bachs würdigster Schüler, und einer der größten, welche überhaupt nach Bach gelebt haben.“

Verschiedene weitere Quellen belegen die Sonderstellung, die Krebs im Schülerkreis von Bach einnahm:

„Er war nicht nur ein sehr guter Orgelspieler, sondern auch ein fruchtbarer Componist für Orgel, Clavier und Kirchenmusik. […] Zur Bezeichnung seiner Vortrefflichkeit sagten zu seiner Zeit die witzigen Kunstliebhaber: es sey in einem Bach nur ein Krebs gefangen worden.“

In Leipzig erlernte Krebs außerdem Laute, Cembalo und Violine, wie aus dem Zeugnis hervorgeht, das Bach seinem Schüler am 24. August 1735 ausstellte. Krebs wirkte außerdem in den von Bach geleiteten Chören und im Collegium Musicum  mit. Nach seinem Studium an der Thomasschule studierte Krebs zwei Jahre lang Philosophie an der Leipziger Universität. Nebenbei unterrichtete er auf Empfehlung Bachs hin die Ehefrau des Literaten Johann Christoph Gottsched, Luise Adelgund Gottsched, im Klavierspiel.
Am 4. Mai 1737 wurde Krebs Domorganist an der Zwickauer St.-Marien-Kirche. 1742 bewarb sich Krebs um die Organistenstelle der Dresdner Frauenkirche mit ihrer prunkvollen Silbermann-Orgel, lehnte die Zusage jedoch – vermutlich aufgrund des unzureichenden Gehaltes – ab. Ein Jahr später bewarb er sich um die Stelle als Schlossorganist in Zeitz, zu der er nach einem Probespiel am 2. Januar 1743 berufen wurde. Dort stand ihm allerdings nur eine schadhafte Orgel zur Verfügung.
Bereits im Jahr 1744 zählte der Thüringer Geograph und Universalgelehrte Johann Gottfried Gregorii Krebs genau wie Bach und weitere Bachschüler zu den besten deutschen Organisten.
Nach dem Tod Johann Sebastian Bachs im Jahr 1750 bewarb sich Krebs vergeblich um dessen Nachfolge als Thomaskantor. Erfolglos blieben auch die Bewerbungen als Organist an der St.-Johannis-Kirche zu Zittau 1753, die ebenfalls eine Silbermann-Orgel beherbergte, beziehungsweise um das Thomaskantorat 1755, nachdem zuvor Bachs Nachfolger Gottlob Harrer gestorben war.
Am 20. Oktober 1756 wurde Krebs schließlich Organist am Hofe Friedrichs III. von Altenburg, wo er an der 1739 fertiggestellten Trost-Orgel wirkte. Diese Stelle hatte er bis zu seinem Tod am Neujahrstag 1780 inne.

„Wir haben hier 23 ganze Jahre lang das Vergnügen genossen, ihn zu hören […] Noch als Greis war er Jüngling in der Begeisterung, wenn er vor der Orgel saß.“

Johann Ludwig Krebs heiratete 1740 Johanna Sophie Nacke, die älteste Tochter des kurfürstlichen Steuereinnehmers Andreas Gottfried Nacke. Mit ihr hatte er sieben Kinder. Der älteste Sohn, Johann Gottfried Krebs, wurde 1771 Altenburger Stadtkantor. Sein Bruder Ehrenfried Christian Traugott war ab 1780 Nachfolger seines Vaters im Amt des Altenburger Schlossorganisten.

## Werke

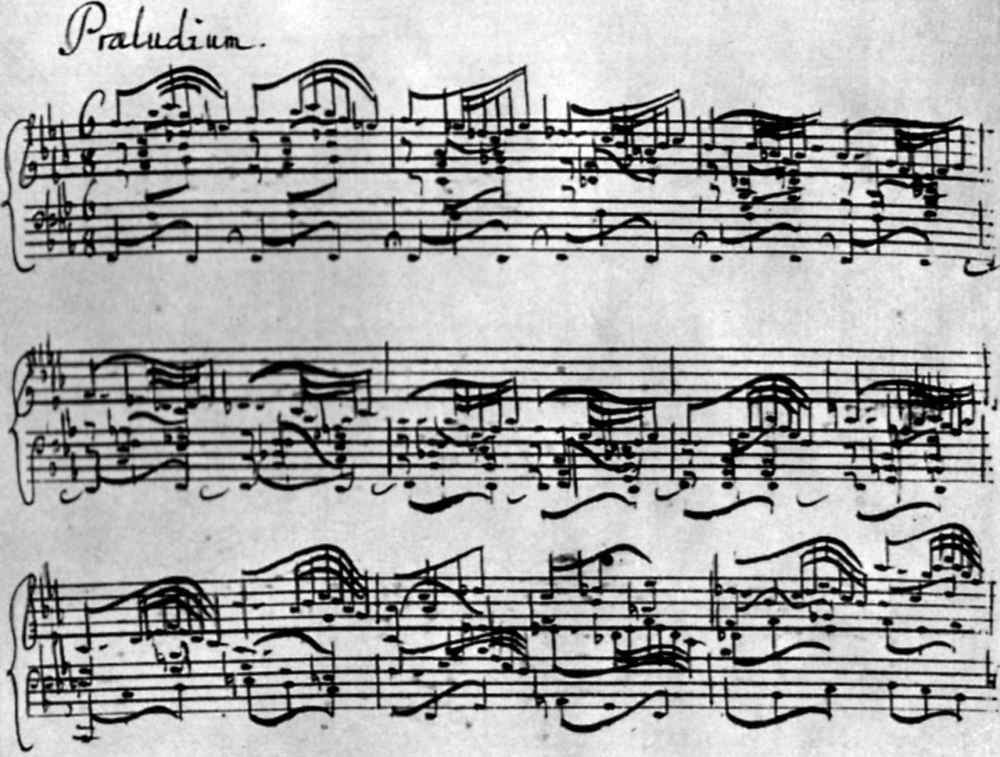
Anfang des Präludiums f-Moll Krebs-WV 407 für Orgel

Von Krebs sind etwa 230 Kompositionen überliefert, die seit dem 19. Jahrhundert wiederveröffentlicht wurden. 2009 erschien das von Felix Friedrich herausgegebene Werkeverzeichnis. Es sortiert seine Werke nach Gattungen getrennt. Die zahlenmäßig größte Gruppe machen die Orgelwerke aus, für die Krebs heute vor allem bekannt ist.
| Krebs-WV 1XX | Messen, Kantaten, Motetten und Arien                           | 18 Werke           |
| Krebs-WV 2XX | Orchesterwerke                                                 | 5 Werke            |
| Krebs-WV 3XX | Kammermusik                                                    | 29 (bzw. 30) Werke |
| Krebs-WV 4XX | Freie Orgelwerke                                               | 52 Werke           |
| Krebs-WV 5XX | Choralgebundene Orgelwerke                                     | 57 Werke           |
| Krebs-WV 6XX | Freie Kompositionen für Orgel und zweites Instrument           | 5 Werke            |
| Krebs-WV 7XX | Choralgebundene Kompositionen für Orgel und zweites Instrument | 16 Werke           |
| Krebs-WV 8XX | Klavierwerke                                                   | 49 Werke           |
| Krebs-WV 9XX | Zweifelhafte und verschollene bzw. nicht zugängliche Werke     | 11 Werke           |

### Stilistische Unabhängigkeit von Johann Sebastian Bach
Einige Orgelwerke von Johann Ludwig Krebs wurden in der Vergangenheit fälschlicherweise Johann Sebastian Bach zugerechnet (beispielsweise die Fuge Krebs-WV 409). Dies mag ein Grund sein, warum seine Kompositionen oft an den Orgelkompositionen seines Lehrers gemessen wurden.

Grundsätzlich wird Krebs’ Unabhängigkeit von den (Orgel-)Werken seines Lehrers noch diskutiert. Wegen der persönlichen Nähe der beiden Komponisten zueinander werden regelmäßig Parallelitäten zwischen dem Schaffen Bachs und Krebs’ festgestellt. Beispielsweise schrieb Krebs wie sein Lehrer eine vierteilige Clavierübung. Während Reinhold Sietz, einer der ersten Autoren, die sich wissenschaftlich mit Krebs und seiner Bedeutung im Schülerkreis Bachs beschäftigt haben, beinahe ausschließlich eine vergleichende Interpretationsmethodik anwendet, indem er Ähnlichkeiten zwischen oft tonartgleichen Werken von Lehrer und Schüler feststellt, gesteht Karl Tittel Johann Ludwig Krebs größere Individualität und Modernität zu, wobei er aber die Abhängigkeit von Bach und vom barocken Kompositionsstil im Allgemeinen nicht aufhebt.

„Daran, daß Johann Ludwig [Krebs] die moderne Form der Sonate vernachlässigte, erkannten wir den für sein Schaffen so bezeichnenden Zug des Konservativismus. Daß dieser sich auch stilistisch im Festhalten an der Polyphonie auswirkte, wurde bei den Orgelwerken besonders deutlich, an denen noch dazu die Nachwirkung von Bachs Vorbild besonders häufig festzustellen war. Jedoch ist die konservative Haltung neuen Formen und stilistischen Novitäten gegenüber nicht nur als ein Wesenszug seiner künstlerischen Mentalität zu verstehen, sondern sie liegt zutiefst begründet in seiner schicksalhaften Stellung zwischen den Stilen. Da er nicht vermochte, sich für einen derselben zu entscheiden, auch nicht die Kraft zur Synthese aufbrachte, ist sein gesamtes Schaffen stilistisch gekennzeichnet durch die Bevorzugung einer Mischung aus barocken und frühklassischen (galanten) Elementen.“

 Die Dissertation Karl Tittels ist die bisher einzige Untersuchung, die das Gesamtwerk von Krebs – zumindest soweit es 1963 bekannt war – betrachtet, und die Einschätzung Karl Tittels, dass vor allem Krebs’ Orgelkompositionen besonders traditionell und nach dem Vorbild Bachs gestaltet seien, während er im Bereich der Klavier- und der Kammermusik zum galanten Stil tendiert sei, hat Eingang in wissenschaftliche Standardwerke gefunden.
Mittlerweile ist die Zahl der bekannten mit Sonate beziehungsweise Sonatine überschriebenen Klavierwerke auf 13 angewachsen, sodass eine Neubewertung der Klaviermusik von Johann Ludwig Krebs gegenüber Tittel, der nur sieben Sonaten kannte, noch aussteht. In den neuesten Publikationen wurde zuletzt versucht, mittels detaillierter Einzelbetrachtungen einen neuen Zugang zu weniger bekannten Bereichen seines Schaffens zu finden.

### Krebs-WV 1XX: Messen, Kantaten, Motetten und Arien
Da Johann Ludwig Krebs ausschließlich Organistenämter ausübte, gehörte die Komposition von Vokalwerken nicht zu seinen Kernaufgaben. Daher sind die vorhandenen Werke oft auf besondere Anlässe zurückzuführen. Gleichwohl besteht bei zahlreichen Kantaten in verschiedenen Archiven, die den Autorenvermerk „di Krebs“ tragen, noch Klärungsbedarf, welches Mitglied der Familie Krebs als Autor in Frage kommt.
Unter den Vokalwerken finden sich beispielsweise:
- Krebs-WV 100: Oratorio funebre. Dramma per Musica: entstanden 1757 anlässlich des Todes von Maria Josepha von Österreich
- Krebs-WV 106–113: Kantaten
- Krebs-WV 150: Magnificat F-Dur (deutsch)

### Krebs-WV 2XX: Orchesterwerke
Wie auch bei den Vokalwerken war Johann Ludwig Krebs nicht dienstlich zur Komposition von Orchesterwerken verpflichtet. Daher macht diese Werkgruppe zahlmäßig den kleinsten Teil seines Schaffens aus. Es finden sich:
- Krebs-WV 200: Sinfonia c-Moll
- Krebs-WV 201: Sinfonia Es-Dur
- Krebs-WV 202: Concerto C-Dur für Laute und Streicher[16]

- Krebs-WV 203: Concerto F-Dur für Laute und Streicher[17]

- Krebs-WV 204: Concerto h-Moll für Oboe, Cembalo und Streicher

### Krebs-WV 3XX: Kammermusik
Ein großer Teil von Krebs’ heute bekannter Kammermusik erschien während seiner Zeit in Altenburg im Druck.
- Krebs-WV 300–305: Sechs Sonaten für Traversflöte oder Violine und Cembalo, erschienen 1760 und 1762 bei Breitkopf
- Krebs-WV 306–307: Zwei Sonaten für Traversflöte oder Violine und Cembalo, erschienen 1752 bei Balthasar Schmid
- Krebs-WV 308–313: Sechs Sonaten für Violine und Cembalo, erschienen 1767 bei Breitkopf
- Krebs-WV 317–322: Sechs Trios für Traversflöte, Violine und Cembalo, erschienen 1743/44 bei Ulrich Haffner

In der ersten Auflage des Krebs-WV von 2009 endet der Bereich zur Kammermusik mit Krebs-WV 328. Allerdings wurde dort eine Violinsonate in F-Dur nicht erwähnt, die im Nederlands Muziek Instituut aufbewahrt wird. Es ist geplant, dass diese Sonate bei einer folgenden Auflage des Krebs-WV die Nummer Krebs-WV 329 erhalten wird.

### Orgelwerke
Krebs’ Orgelwerke wurden im Unterschied zu seinen Werken in anderen Gattungen bereits oft verlegt. Viele von ihnen datieren aus Krebs’ Zeit in Zwickau oder Zeitz. Krebs verwendet in ihnen durchgängig das Pedal und steigert bisweilen die spieltechnische Komplexität zur Virtuosität. Krebs folgte hier am meisten dem Vorbild Bachs. So übernimmt er beispielsweise die von Bach entwickelte Form des Orgeltrios, wobei seine Trios in der Regel einsätzig sind. Ein individueller Klang entsteht bisweilen, indem Krebs die barocke Setzart um Elemente des empfindsamen Stils ergänzt und so eine Steigerung des Affekts hervorruft. Insbesondere seine Toccaten und Fantasien weisen eine große Freiheit und Originalität auf.

#### Krebs-WV 4XX: Freie Orgelwerke
- Krebs-WV 400: Praeludium und Fuge C-Dur
- Krebs-WV 404: Praeludium und Fuge D-Dur
- Krebs-WV 405: Praeludium und Fuge d-Moll
- Krebs-WV 406: Toccata und Fuge E-Dur
- Krebs-WV 407: Praeludium und Fuge f-Moll
- Krebs-WV 410: Praeludium und Fuge G-Dur
- Krebs-WV 411: Toccata und Fuge a-Moll
- Krebs-WV 418–424: Fantasien, darunter:
  - Krebs-WV 422: Fantasia á gusto italiano F-Dur
  - Krebs-WV 424: Fantasie A-Dur "Eine Nachahmung der Nachtigall auf der Orgel"

- Krebs-WV 425–434: Fugen, darunter: Krebs-WV 434: Fuge B-Dur über das Thema B-A-C-H
- Krebs-WV 435–451: Orgeltrios

#### Krebs-WV 5XX: Choralgebundene Orgelwerke
Lediglich die 26 Choralbearbeitungen in Krebs-WV 500–512 hat Krebs gesammelt als Clavier-Übung bei Balthasar Schmid in Nürnberg herausgegeben. Alle anderen choralgebundenen Orgelwerke, Krebs-WV 513–556, sind handschriftlich überliefert worden. Die frühesten Choralbearbeitungen stammen noch aus der Leipziger Schul- und Studienzeit, die meisten aus der Amtszeit in Zwickau und die spätesten wie Krebs-WV 500–512 aus den Jahren in Zeitz. Formal decken sie eine große Bandbreite an Gestaltungsformen ab, wobei der musikalischen Textausdeutung eine tragende Bedeutung zukommt. Dabei nutzt Krebs alle stilistischen Möglichkeiten seiner Zeit zur Umsetzung des Choraltextes.

### Krebs-WV 8XX: Klavierwerke
Johann Ludwig Krebs schuf Klavierwerke vor allem in den beiden Hauptgattungen der Klaviermusik seiner Zeit: der Suite und der Sonate. Dabei gehörte er zur letzten Komponistengeneration, die in der Gattungstradition der Barockzeit Suiten schuf. Arnfried Edler erwähnt Krebs im letzten Absatz seines Kapitels über die Suite im Handbuch der musikalischen Gattungen: 

„Das Spätstadium der Gattung ist dadurch gekennzeichnet, daß ihre Grenzen – außer bei Bach – unscharf wurden. [...] Diese Tendenz drängte des Tänzerische immer mehr in den Hintergrund, und sie verstärkte sich in der Folgezeit, in der die Sonate auch im Bereich der Tastenmusik weitgehend die Funktionen der Suite übernahm. Nicht wenige Komponisten sperrten sich gegen diese Entwicklung: Bis etwa um die Jahrhundertmitte lassen sich intensive Bemühungen um eine Weiterführung der Gattungstradition beobachten. Sie wurden vor allem von Vertretern der Bach-Schule wie [...] Johann Ludwig Krebs (Exercice sur le clavessin consistant en VI Suites 1745) betrieben.“

Krebs’ Suitenkompositionen sind:
- Krebs-WV 800: Clavier-Übung Teil 2, Suite C-Dur
- Krebs-WV 807–812: Sechs Suiten
- Krebs-WV 819: Piecen Teil 2, Suite a-moll
- Krebs-WV 820: Piecen Teil 3, Ouverturensuite g-moll
- Krebs-WV 822–827: Sechs Partiten: Von den sechs Partiten sind nur drei erhalten, die Krebs’ schwerste und längste Klavierwerke sind.

Auffällig an den Suiten ist ihre zum Teil sehr hohe Anzahl an Einzelsätzen. Mit seinen Sonatenkompositionen wiederum steht Krebs am Anfang der Gattungsgeschichte. Das heutige Bild von Krebs’ Sonatenschaffen ist zuletzt 2009 erweitert worden, als Felix Friedrich die Sechs Sonaten Krebs-WV 832–837 entdeckte. Davor waren nur die Sonatinen Krebs-WV 801–806 aus dem dritten Teil der Clavier-Übung und eine einzeln überlieferte Sonata a-moll Krebs-WV 838 bekannt.
Daneben finden sich auch Beiträge zu anderen instrumentalen Gattungen:
- Krebs-WV 813–818: Piecen Teil 1, Sechs Praeambula: Diese 1740 im Druck erschienenen Werke waren die ersten gedruckten Werke von Johann Ludwig Krebs und sind Luise Adelgund Gottsched, seiner Klavierschülerin, gewidmet.
- Krebs-WV 821: Piecen Teil 4, Concerto G-Dur
- Krebs-WV 840: Concerto a-moll für zwei Cembali
- Krebs-WV 843–848: Fugen

Johann Ludwig Krebs gab die vier Teile seiner Piecen bei Balthasar Schmid in den Jahren 1740, 1741, 1741 und 1743 heraus. Die vier Teile der Clavier-Übung erschienen ebenfalls dort 1752/53 beziehungsweise bei Johann Ulrich Hafner undatiert in der Mitte der 1740er Jahre.